# Howard the Duck
Howard the Duck és un personatge de ficció que apareix als còmics nord-americans publicats per Marvel Comics. El personatge va ser creat per l'escriptor Steve Gerber i el dibuixant Val Mayerik. Howard the Duck va aparèixer per primera vegada a Adventure into Fear núm.19 (publicat l'11 de setembre de 1973 amb data de portada de desembre de 1973) i diverses sèries posteriors han narrat les desventures de l'animal antropomòrfic malhumorat atrapat en una Terra dominada pels humans. Fent-se ressò d'això, el lema més comú dels seus còmics diu "Atrapat en un món que mai va fer!".
Les aventures d'Howard són generalment sàtires socials, mentre que algunes són paròdies de ficció de gènere amb una consciència metaficcional del mitjà. El llibre és existencialista, i la seva principal broma, segons Gerber, és que no hi ha broma:"... que els moments més greus de la vida i els moments més increïblement estúpids sovint es distingeixen només des d'un punt de vista momentani." Gloria Katz, productora de la notòria i desafortunat adaptació cinematogràfica del còmic de 1986, va expressar una opinió diametralment oposada del personatge: "És una pel·lícula sobre un ànec de l'espai exterior... No se suposa que sigui una experiència existencial."
Howard the Duck va ser interpretat per Ed Gale i amb la veu de Chip Zien a la pel·lícula homònima de 1986, sense èxit de crítica i comercial. A partir del 2014, el personatge, amb la veu de Seth Green, va aparèixer en cameos en diverses pel·lícules de Marvel Cinematic Universe (MCU), la sèrie animada de Disney XD Guardians of the Galaxy (2015–19) i Ultimate Spider-Man (2016; amb Kevin Michael). Richardson), i la sèrie de Disney+ What If...? (2021).
El 2009, la revista TIME el va classificar en setè lloc entre els 10 personatges més estranys de Marvel.

## Argument
Howard the Duck, és un ànec antropomòrfic, de seixanta centímetres d'alçada (noranta en la versió cinematogràfica), amb un caràcter malhumorat i sarcàstic; té plomes grogues i cames taronges, sovint es vesteix amb camisa, corbata de lunars, barret i amb un cigar perpètuament a la boca. Està atrapat en un món dominat pels humans, que ell anomena "simius sense pèl", el mateix en què viuen els personatges de l'univers Marvel.
Inicialment Howard havia estat dibuixat sense pantalons, però aquests se li van afegir arran d'una disputa legal amb Disney, que va demandar a Marvel per plagi a causa de la semblança del personatge, fins i tot en la roba, amb l'Ànec Donald (l'episodi estava inspirat en una història de Howard). , centrat en el caos generat per la manca de pantalons de l'ànec).
L'ocell, originari de la ciutat de New Stork City (paròdia de Nova York) al planeta imaginari Duckworld, va ser catapultat a la Terra per error pel demoníac Thog the Overmaster, que el va implicar en un encanteri extradimensional mentre lluitava contra Man-Thing; després es va trobar als pantans de Florida, només per acabar llançat a Cleveland, on va decidir traslladar-se. Durant una aventura que també implicava Spider-Man, Howard va rescatar de les urpes del malvat bruixot Pro-Rata, amb la intenció de convertir-se en la primera comptable en cap de l'univers, la model pornogràfica Beverly Switzler. L'ànec cínic però valent i la boja es van convertir així en companys inseparables, de vegades amants.

## Història de la publicació
Howard the Duck va ser creat per l'escriptor Steve Gerber i el dibuixant Val Mayerik a Adventure into Fear nùm. 19 (desembre de 1973) com a personatge secundari de la funció " Man-Thing " d'aquell còmic. Es va graduar a la seva pròpia funció de seguretat a Giant-Size Man-Thing nùm. 4–5 (maig i agost de 1975), enfrontant-se a personatges de paròdia de terror tan estranys com Garko the Man-Frog i Bessie the Hellcow, abans d'adquirir el seu propi còmic. títol amb Howard the Duck número 1 el 1976.
Gerber va escriure 27 números de la sèrie (en la seva majoria abandonant les paròdies de terror), il·lustrats per diversos artistes, començant per Frank Brunner . Per a Gerber, Howard era un ànec de carn i ossos i va explicar que "si Wile E. Coyote és atropellat per una moto autopropulsada, el resultat és un coiot pla com una creps que no es pot esperar que torni a les tres dimensions en qüestió de moments; si Howard és atropellat per una màquina de vapor, el resultat és sang a l'asfalt". Gene Colan es va convertir en el dibuixant habitual amb el número 4. Gerber va dir més tard a Colan: "Allà hi havia gairebé una connexió telepàtica. Jo veuria alguna cosa a la meva ment, i això és el que dibuixaries! Mai havia tingut aquesta experiència amb un altre artista abans ni des d'aleshores."
Lluint l'eslògan "Get Down, America!", la All-Night Party va ser un partit polític fictici que va aparèixer a la sèrie Howard the Duck de Gerber durant la campanya presidencial dels EUA de 1976, i que suposadament va conduir a Howard the Duck. rebent milers de vots per escrit a les eleccions reals. Gerber va abordar preguntes sobre la campanya a la columna de cartes del còmic i, com a Mad Genius Associates, va vendre marxandatge per donar a conèixer la campanya.
Marvel va intentar un spin-off amb una tira còmica del diari Howard the Duck de curta durada des del 1977 fins al 1978, al principi escrit per Gerber i dibuixat per Colan i Mayerik, després escrit per Marv Wolfman i dibuixat per Alan Kupperberg.
Gerber va guanyar un cert grau d'autonomia creativa quan es va convertir en l'editor de la sèrie de còmics a més de les seves obligacions habituals d'escriure. Amb el número 16, sense poder complir la data límit per al seu guió habitual, Gerber va substituir un número sencer de peces de text i il·lustracions que satiritzaven les seves pròpies dificultats com a escriptor.
The Walt Disney Company es va posar en contacte amb Marvel el 1977 per la preocupació que el disseny visual de Howard infringís la seva marca registrada per a l'ànec Donald. Marvel va acceptar un redisseny del personatge per artistes de Disney. Una característica clau del redisseny va ser que el personatge portaria pantalons.
El 1978, Gerber va ser eliminat de la tira del diari i de la sèrie de còmics a causa de problemes crònics amb els terminis. El seu darrer número de la sèrie de còmics va ser el número 27 (setembre de 1978). La sèrie va continuar durant quatre números més amb històries de Marv Wolfman, Mary Skrenes, Mark Evanier i Bill Mantlo.
L'episodi final de la tira del diari es va publicar el 29 d'octubre de 1978. El número 31 (maig de 1979) de la sèrie de còmics va anunciar a la seva pàgina de cartes que seria el número final de Howard the Duck com a còmic en color. Marvel va rellançar la sèrie aquell any com a revista bimensual en blanc i negre, amb guions de Mantlo, art de Colan i Michael Golden i funcions de còpia de seguretat no relacionades d'altres. La revista es va cancel·lar després de nou números.
El 29 d'agost de 1980, després d'assabentar-se dels esforços de Marvel per llicenciar Howard per al seu ús en cinema i mitjans de comunicació, Steve Gerber va presentar una demanda per infracció dels drets d'autor contra Cadence Industries i altres parts, al·legant que era l'únic propietari del personatge. Aquest va ser un dels primers casos de drets dels creadors molt publicitats als còmics nord-americans i va atreure el suport de grans figures de la indústria, alguns dels quals van crear històries d'homenatge/paròdia amb Gerber per finançar una demanda contra Marvel; aquests incloïen Destroyer Duck amb Jack Kirby. La demanda es va resoldre el 24 de setembre de 1982, i Gerber va reconèixer que el seu treball sobre el personatge es va fer com a treball per lloguer i que Cadence Industries, matriu de Marvel, tenia "tots els drets, títols i interessos" sobre Howard the Duck i el material de Howard havia produït. El 5 de novembre de 1982, el jutge David Kenyon va aprovar la moció i va desestimar el cas.
L'única història nova amb el personatge entre el 1981 i el 1986 va aparèixer a Bizarre Adventures núm. 34 (1983) amb guió de Steven Grant, presentava a un Howard suïcida que era sotmès a una paròdia de It's a Wonderful Life.
La sèrie de còmics original va reaparèixer amb el número 32 (gener de 1986). Presentava una història que havia estat escrita per Grant quatre anys abans. Steve Gerber havia enviat un guió per al número, però el va retirar després d'haver estat revisat per ajustar-se a les directrius editorials. El número 33 (octubre de 1986), amb guió de Christopher Stager, presentava una paròdia de la pel·lícula Bride of Frankenstein . El cocreador de Howard, Val Mayerik, va co-tramar la història i va proporcionar l'art. Es va estrenar juntament amb una adaptació del llargmetratge Howard the Duck, que es va publicar a Marvel Super Special núm. 41 (novembre de 1986) i una sèrie de còmics de tres números.
Gerber va tornar a Howard el 1989 a The Sensational She-Hulk núm. 14–17. El personatge tornava a viure amb Beverly Switzler, ara treballant com a ninja de lloguer. Com es van tornar junts mai es va explicar. Beverly no va participar en la història, en la qual She-Hulk porta a Howard a un viatge per diverses dimensions amb un físic teòric de la Universitat Empire State.
La següent història de Gerber amb Howard va aparèixer a Spider-Man Team-Up núm. 5 (desembre de 1996), més o menys al mateix temps que estava escrivint un crossover " Savage Dragon /Destroyer Duck" per a Image. Va tenir la idea de crear un encreuament no oficial entre els dos temes, on els personatges es trobaven momentàniament a l'ombra, però que no afectaria cap de les històries. Poc després, Gerber va descobrir que Howard estava programat per aparèixer a Ghost Rider vol. 3, núm. 81 (gener de 1997) al costat de Devil Dinosaur i Moon Boy, i números de Generation X, així com la minisèrie Daydreamers de tres números de JM DeMatteis . Gerber no estava satisfet amb aquest desenvolupament i va canviar una mica el "crossover no oficial".
A Spider-Man Team-Up núm. 5, Spider-Man, Beverly i Howard es troben amb l' Elf amb una pistola i dues figures ombrívoles (se suposa que són Savage Dragon i Destroyer Duck) en un magatzem enfosquit, agafen un disc i se'n van poc després. Però al còmic crossover Savage Dragon/Destroyer Duck, Elf with a Gun crea milers de clons de Howard i Beverly durant una batalla ferotge. Mentre Savage Dragon i Destroyer Duck escapen del magatzem, revelen que van rescatar els "autèntics" Howard i Beverly, mentre que Spider-Man marxava amb dos dels clons. Howard té les plomes tenyides de verd, i es rebateja com "Leonard the Duck", i Beverly té els cabells tenyits de negre i passa a anomenar-se "Rhonda Martini". Leonard va tenir un cameo més tard a Savage Dragon núm. 41, i Leonard i Rhonda tenen un cameo d'un sol panell quan es troben amb el Nevada de Gerber a Winter's Edge núm. 2 de Vertigo Comics.
El 2001, quan Marvel va llançar la seva empremta MAX de còmics de "lectors madurs", Gerber va tornar a escriure una minisèrie de sis números Howard the Duck il·lustrada per Phil Winslade i Glenn Fabry. Amb diversos personatges coneguts de Howard the Duck, la sèrie, com l'original, parodiava una àmplia gamma d'altres còmics i figures de la cultura pop, però amb un llenguatge i un contingut sexual considerablement més forts que el que hauria estat permès 25 anys abans. La sèrie té el Doctor Bong que fa que Howard passi per múltiples canvis de forma, principalment en un ratolí (com una paròdia de Mickey Mouse, en represàlia pel redisseny ordenat per Disney), i entri en una cadena d'esdeveniments parodiant còmics com Witchblade, Preacher. i diversos altres, amb Howard finalment tenint una conversa amb Déu a l'infern.
Howard va fer un cameo a She-Hulk (vol. 2) núm.9 el febrer de 2005 i a She-Hulk vol. 3 núm.3/100 el febrer de 2006 (el número 3 també va ser el número 100 de totes les sèries de She-Hulk). El 2007, va tornar a Howard the Duck vol. 4 núm. 1-4, una minisèrie de l'escriptor Ty Templeton i l'artista Juan Bobillo. Aquesta sèrie es va classificar per a majors de 9 anys, tot i que es va publicar un número amb una coberta vinculada a Marvel Zombies amb una reclamació d'assessorament parental.
El novembre de 2014, Marvel va anunciar una sèrie en curs a partir del març de 2015 amb Howard com a investigador privat a la Terra. L'equip creatiu estava format per l'escriptor Chip Zdarsky i l'artista Joe Quinones. Howard the Duck (vol. 5) va tenir 5 números abans que Marvel rellancés molts dels seus títols existents amb la línia de còmics All-New, All-Different Marvel . Això va provocar un reinici produït pel mateix equip creatiu començant amb Howard the Duck (vol. 6) núm. 1 el novembre de 2015. Aquesta sèrie incloïa un crossover de dues parts amb The Unbeatable Squirrel Girl. El número 11 i últim es va publicar l'octubre de 2016.